# Pinckard
Pinckard város az USA Alabama államában, Dale megyében. Lakosainak száma 582 fő (2020. április 1.).

## Népesség
A település népességének változása:

| 2010 | 647 |
| 2020 | 582 |